# Первомайское (Хайбуллинский район)
Первома́йское (баш. Первомайское) — село в Хайбуллинском районе Башкортостана, входит в Уфимский сельсовет.

## География
Находится на левом берегу реки Таналык.
На южной окраине села развалины деревни 2-е Мурзино.

### Географическое положение
Расстояние до:
- районного центра (Акъяр): 67 км,
- центра сельсовета (Уфимский): 20 км,
- ближайшей ж/д станции (Сибай): 70 км.

## Население
| 2002 | 2010 |
| ---- | ---- |
| 346  | ↗360 |

Национальный состав
Согласно переписи 2002 года, преобладающая национальность — башкиры (94 %).